# Сторер, Беллами (1796—1875)
Беллами Сторер (англ. Bellamy Storer; 26 марта 1796, Портленд, США — 1 июня 1875, Цинциннати, США) — американский политик, член Палаты представителей Конгресса США от штата Огайо.

## Биография
Сторер родился в Портленде (тогда Массачусетс, ныне Мэн).
Учился в частной школе в родном городе и в Боудин-колледже в Брансуике. Изучал право в Бостоне. В 1817 году открыл адвокатскую практику в Цинциннати. В 1835—1837 годах избирался в Палату представителей Конгресса. В 1855—1874 годах преподавал в правовой школе Цинциннати. На президентских выборах 1844 года был членом коллегии выборщиков. Служил судьёй высшего суда Цинциннати с момента его организации до роспуска (1854—1872).
Умер в Цинциннати, где и похоронен. Его сын Беллами Сторер был политиком и дипломатом.